# Антаматтен, Софи
Софи Антаматтен (нем. Sophie Anthamatten; род. 26 июля 1991, Зас-Грунд, Вале) — швейцарская хоккеистка, вратарь. В составе сборной Швейцарии бронзовый призёр Олимпийских игр 2014 года и чемпионата мира 2012 года, дублёр Флоренс Шеллинг. На протяжении всей карьеры на клубном уровне выступала за мужскую команду своего родного города «Засталь» (нем. EHC Saastal) преимущественно в первой лиге Швейцарии (четвёртый уровень пирамиды лиг).
Играет в хоккей с четырёх лет. Первая женщина, закрепившаяся в составе клуба мужской первой лиги Швейцарии. 11 сентября 2019 года стала первой женщиной, вышедшей на лёд в матче с командой Швейцарской национальной лиги, что случилось в игре мужского Кубка Швейцарии против «Женевы-Серветта».
В сезоне 2014/15 участвовала в розыгрыше Кубка европейских чемпионов.